# Александровский дворец
Алекса́ндровский дворе́ц (устар. Новый Царскосельский дворец) — один из императорских дворцов Царского Села (ныне Пушкин, Санкт-Петербург). Построен в стиле палладианского классицизма в 1792—1796 годах, по распоряжению императрицы Екатерины II в подарок к бракосочетанию её внука, великого князя Александра Павловича. Проект дворца составил Джакомо Кваренги, строительство велось под руководством архитекторов Ильи Васильевича и Петра Васильевича Нееловых.
Дворец находится в Александровском парке и представляет собой вытянутое в длину двухэтажное здание с двойными флигелями по сторонам. В центре главного северного фасада два ряда колонн составляют сквозную колоннаду коринфского ордера. Со стороны регулярной части Александровского парка фасад здания решен в виде полуротонды, перекрытой сферическим куполом.
В начале XX века при императоре Николае II Александровский дворец стал основной резиденцией императорской фамилии и средоточием придворной жизни: здесь принимались послы, праздновались 300-летие дома Романовых и 200-летие Царского Села.

## История
Екатерина II 22 мая (2 июня) 1792 года повелела:
«В почивальне прибавить места на четверть для кровати; в фонарике в бане вынуть из купола стёкла; у обоих спусков ступеням не быть; цветного садика и решётки прибавить и осенью засадить; в уборной вставить зеркало в трюмо; на колоннаде устроить решётку; для Шуваловой сделать особую лестницу в садик; исполнять все приказания государя великого князя Александра Павловича и вести всему особый счёт, дабы после ассигновать на все таковые работы потребную сумму»
Внутренняя отделка дворца была выполнена в 1794—1795 годах. Росписи плафонов в внутренних помещениях были выполнены Джакомо Феррари. В 1800 году была выполнена внешняя отделка фасадов. В 1838 году перед колоннадой дворца были установлены скульптуры — «Юноша, играющий в бабки» (по модели Н. С. Пименова), «Юноша, играющий в свайку» (по модели А. В. Логановского).
Залы парадной анфилады, облицованные белым искусственным мрамором, располагались по садовому фасаду дворца. В центре анфилады располагался зал с полуротондой, разделённый на три части широкими арками. Средняя часть помещения получила название Полукруглого зала, с восточной стороны — Портретного зала, к которому примыкал Зал с горкой, с западной — Бильярдного (или Малиновой гостиной). Крыло с левой стороны дворца занимала Угловая гостиная, соединённая с библиотечными комнатами, крыло с правой стороны — дворцовая церковь. В левом флигеле дворца располагались «Концертный зал», непосредственно примыкающий к Угловой гостиной, и ряд жилых комнат. Исторические интерьеры помещений первого этажа левого флигеля дворца первоначально предназначались для императорской свиты.
Чугунная ограда-решётка была изготовлена на Александровском литейном заводе в Петрозаводске.
12 (23) июня 1796 года великий князь Александр Павлович с супругой въехал в Новый дворец.
Император Николай I также любил бывать в Александровском дворце. Здесь он часто бывал со своей семьёй и родственниками. Именно здесь скончалась его вдова, императрица Александра Фёдоровна. Для внука Николая I, великого князя Александра Александровича, будущего императора Александра III, Александровский дворец был великокняжеской резиденцией. Его апартаменты располагались в правом крыле дворца.

С восшествием на престол Николая II Александровский дворец стал перестраиваться. В частности, перестройки 1896—1898 годов уничтожили свитскую половину: на её месте появились личные апартаменты императора Николая II и императрицы Александры Фёдоровны. В левой анфиладе — Спальня, Сиреневый кабинет и Палисандровая гостиная императрицы, в правой — Столовая (Приёмная Николая II), Рабочий кабинет, Уборная императора и другие служебные помещения. В 1903 году был уничтожен Концертный зал Дж. Кваренги, занимавший всю ширину левого корпуса. Архитектор С. Данини предлагал несколько вариантов приспособления корпуса под жилые и парадные покои для императорской семьи. В одном из проектов 1901 года он предусматривал сохранение Концертного зала, однако в ходе работ, выполненных фирмой Ф. Мельцера по проектам Р. Мельцера в 1903—1906 годах, Концертный зал был уничтожен, и на его месте в первом этаже левого флигеля Александровского дворца появились Кленовая гостиная Александры Фёдоровны и Парадный (Новый) кабинет императора Николая II , а во втором — комнаты детской половины; коридор, разделяющий личные апартаменты императора и императрицы, был продлён до Угловой гостиной. Также под правой половиной открытого дворика был устроен подвал и в цоколе колоннады прибиты окна для его освещения. 
После революции 1905 года Александровский дворец становится главной резиденцией императора Николая II, родившегося в Царском Селе. В этом дворце прошли 12 лет царствования последнего российского императора и его семьи. Здесь семья находилась под арестом после Февральской революции. Утром 1 (14) августа 1917 года из Полукруглого зала этого дворца царская семья Романовых была отправлена на станцию Александровская в тобольскую ссылку, откуда затем они были переправлены в Екатеринбург, где летом 1918 года расстреляны.

## После революции
В 1918 году Александровский дворец был открыт для посетителей как государственный музей. Экспозиция включала исторические интерьеры на первом этаже в центральной части здания и жилые апартаменты семьи Романовых в правом флигеле дворца. В 1918 году по инициативе наркома просвещения А. В. Луначарского на базе дворца был создан Детский дом имени Юных Коммунаров. К его организации Луначарский привлёк свою супругу, которой для этих целей была отведена комнатка на антресолях дворца. Утверждения о том, что она якобы там поселилась, не имеют под собой оснований, поскольку, по свидетельству К. Чуковского, Анна Александровна с сыном по приезде в Петроград поселились в квартире, где жил сам Луначарский, «в доме Армии и Флота — в паршивенькой квартирке — наискосок от дома Мурузи, по гнусной лестнице».

### Восстановление исторического облика
6 ноября 1937 года хранителем дворца стал искусствовед А. М. Кучумов. В марте 1938-го он стал директором. К тому времени дворец сильно обветшал, к тому же в его левом корпусе располагался дом отдыха сотрудников НКВД, а на втором этаже правого крыла, где ранее располагались комнаты детей Николая II — детский дом. Музейные залы сохранились лишь в центральном корпусе. Кучумов решил восстановить исторический облик дворца, создав в нём мемориальный музей последнего русского императора и его семьи. Несмотря на уговоры коллег, Кучумов решил искать поддержки у И. В. Сталина, написав ему личное письмо. Сталин идею одобрил. Началась реставрация и восстановление облика дворца. Они были нарушены Великой Отечественной войной.
Эвакуация коллекций целиком была невозможна, приходилось вывозить лишь самые ценные предметы и те, которые могли служить образцами при восстановлении убранства. Планом предусматривалась эвакуация только 12 предметов из коллекции дворца. Кучумов в течение недели организовал упаковку 800 предметов, включая люстры, ковры, фарфор, мебель и произведения из мрамора. Но всё вывезти было невозможно, поэтому, предвидя разграбление музея, Кучумов прошёл по залам дворца и сфотографировал их убранство, а также вырезал кусочки штофной обивки стен, мебели, портьер, вклеил всё это в альбомы, которые хранил у себя до самой смерти. Впоследствии они помогли восстановить убранство дворца.
30 июня[уточнить] предназначенные для эвакуации ценности дворца были погружены в эшелон, ответственным сопровождающим которого был назначен А. М. Кучумов.

### Военные потери и возрождение
Во время оккупации города Пушкина в Александровском дворце размещался немецкий штаб и гестапо, в подвалах — тюрьма; площадь перед дворцом была превращена в кладбище солдат СС.
По окончании войны во дворце располагалось Центральное хранилище музейных фондов пригородов Ленинграда (ЦХМФ), которое возглавил А. М. Кучумов. Он же руководил правительственными комиссиями по розыску похищенных германскими оккупантами сокровищ, в результате деятельности которых удалось вернуть в Александровский дворец 1542 экспоната.
Затем дворец был законсервирован и в 1946 году отдан Академии наук СССР для хранения коллекций Института русской литературы и размещения экспозиции Всесоюзного музея А. С. Пушкина. В связи с этим в 1947—1951 годах во дворце начались восстановительные работы, в ходе которых планировалось реставрировать сохранившиеся интерьеры Д. Кваренги и уцелевшие фрагменты убранства, а также воссоздать интерьеры времени императоров Николая I и Николая II. Однако во время работ многие элементы отделки Кленовой и Палисандровой гостиных императрицы Александры Фёдоровны, а также Уборной (Мавританской) Николая II были уничтожены. Эти залы дворца восстанавливались по проекту архитектора Л. М. Безверхнего (1908—1963) «согласно архитектурным нормам периода Кваренги и Пушкина».
В 1951 году постановлением правительства Александровский дворец был передан Военно-морскому ведомству, а дворцовая коллекция, находившаяся в составе эвакуированных предметов в Центральном хранилище музейных фондов пригородных дворцов-музеев, поступила в Павловский дворец-музей.
В 1996 году на реставрацию Александровского дворца был получен грант Всемирного фонда памятников (WMF) и начались работы по ремонту кровли здания. Ещё через год по инициативе военного института, занимающего дворец, в правом крыле здания, где прежде находились личные апартаменты Николая II и Александры Фёдоровны, была создана постоянная экспозиция «Воспоминания в Александровском дворце», подготовленная музеем-заповедником «Царское Село» из предметов музейного собрания. На этой выставке в частично сохранившихся исторических интерьерах и залах, утративших художественную отделку во время войны, представлены предметы убранства апартаментов и личные вещи последнего русского императора и его семьи.
В октябре 2009 согласно распоряжению Росимущества здание дворца было передано на праве оперативного управления Государственному музею-заповеднику «Царское Село». С этого времени начались масштабные работы по реставрации фасадов и интерьеров Александровского дворца.

## Реставрация
В 1947—1949 годах произведена реставрация фасадов и парадных залов, росписей. К 1997 году левое крыло дворца было частично отреставрировано и превращено в экспозицию «Воспоминания в Александровском дворце», повествующую о жизни последней царской семьи. В работе нуждается весь фасад дворца, постепенно планируется дополнить выставку и правым крылом, пока закрытым. В числе анонсированных восьми залов первого флигеля Александровского дворца, полностью закрытого на реставрацию в 2015 году, – личные покои императрицы Александры Федоровны и императора Николая II, включая знаменитую Мавританскую уборную, в 1918 году возмутившую первых экскурсантов из числа пролетариата. Интерьеры было решено воссоздавать на 1905 год, когда Александровский дворец стал главной императорской резиденцией.
23 июня 2010 г. состоялось торжественное открытие трёх парадных залов, расположенных в центральной части дворца: Портретного, Полукруглого и Мраморного. Их реставрация была осуществлена в рекордно короткие сроки — всего за полгода. Среди прочих подлинных предметов музею был возвращён считавшийся утраченным портрет императрицы Александры Фёдоровны.
Официальный «проект реставрационных работ», реализуемый со 2-й половины 2010 года, привёл к грубой перестройке и уничтожению подлинных конструкций здания — кирпичных и каменных, что несовместимо с принципами научной реставрации.

## Интерьеры дворца
Помещения первого этажа левого флигеля дворца первоначально предназначались для императорской свиты; в XIX веке они использовались как запасные комнаты для временного пребывания императорской семьи; здесь часто жил великий князь Константин Николаевич и его супруга Александра Иосифовна. В 1870 году здесь останавливался герцог Эдинбургский и великая княгиня Мария Александровна.
В настоящее время из десяти личных интерьеров последних венценосных владельцев дворца только в трёх помещениях частично сохранилась внутренняя отделка и фрагментарно воссоздано убранство.
- Восстановленный интерьер комнаты по фотографии дворца тех времён (на стене).
- Домашний уют последней царской семьи
- Ковёр из медвежьей шкуры в одной из комнат дворца
- Гобелен с изображением Марии-Антуанетты в одном из залов дворца
- Рояль из трёх сортов дерева в парадном зале дворца